# Лори, Габриэль (Старший)
Габриэль Людвиг Лори Старший (нем. Gabriel Ludwig Lori, Gabriel Lori der Ältere; 20 июня 1763, Берн — 12 ноября 1840, Берн) — швейцарский художник-пейзажист, рисовальщик, акварелист, гравёр, мастер офорта и литограф. Отец художника Габриэля Лори Младшего.

## Биография
Габриэль Людвиг Лори родился в 1763 году в Берне. Рано потерял отца; воспитывался матерью. Учился раскрашиванию гравюр в Берне у Иоганна Людвига Аберли и Каспара Вольфа, затем в Женеве у Луи Альбера Гислена Баклера д’Альба (1761—1824) и Жана-Франсуа Альбани де Бомона (1755—1755). После этого работал в Санкт-Галлене у издателя Бартоломеуса Фера, на сестре которого Вильбораде женился. В браке с ней родились двое сыновей (в том числе Матиас Габриэль) и дочь, умершая в раннем возрасте.
В 1784 году Лори Старший вернулся в Берн, где стал известен своими альбомами с пейзажами итальянской Швейцарии (кантона Тичино), кантона Берн и центральной Швейцарии. Сборники раскрашенных им от руки гравюр издавались также в 1795 году в Лейпциге.
В 1797 году отец и сын Лори переехали в Херизау (Швейцария), где они работали над серией видов Москвы и Санкт-Петербурга. Среди его сотрудников были его племянник Фридрих Вильгельм Мориц и большое количество художников, все из которых работали в Берне. В 1801 году Лори вернулся в Берн; в 1805 году уехал в Нойенбург. К этому времени относится начало постоянного сотрудничества Лори Старшего и Младшего. 
В 1812 году Лори окончательно поселился в Берне и стал соучредителем Бернского общества художников (Bernischen Künstlergesellschaft). В 1816 году, через два года после смерти жены, он женился на Барбаре Фухсер из Обердисбаха. В 1818 году Лори был избран членом академического комитета искусств.
Продолжал работать, совместно с сыном, вплоть до самой смерти. После непродолжительной болезни умер в 1840 году в доме сына в Берне.

## Галерея

Берн. Вид с юго-востока. Цветная акватинта
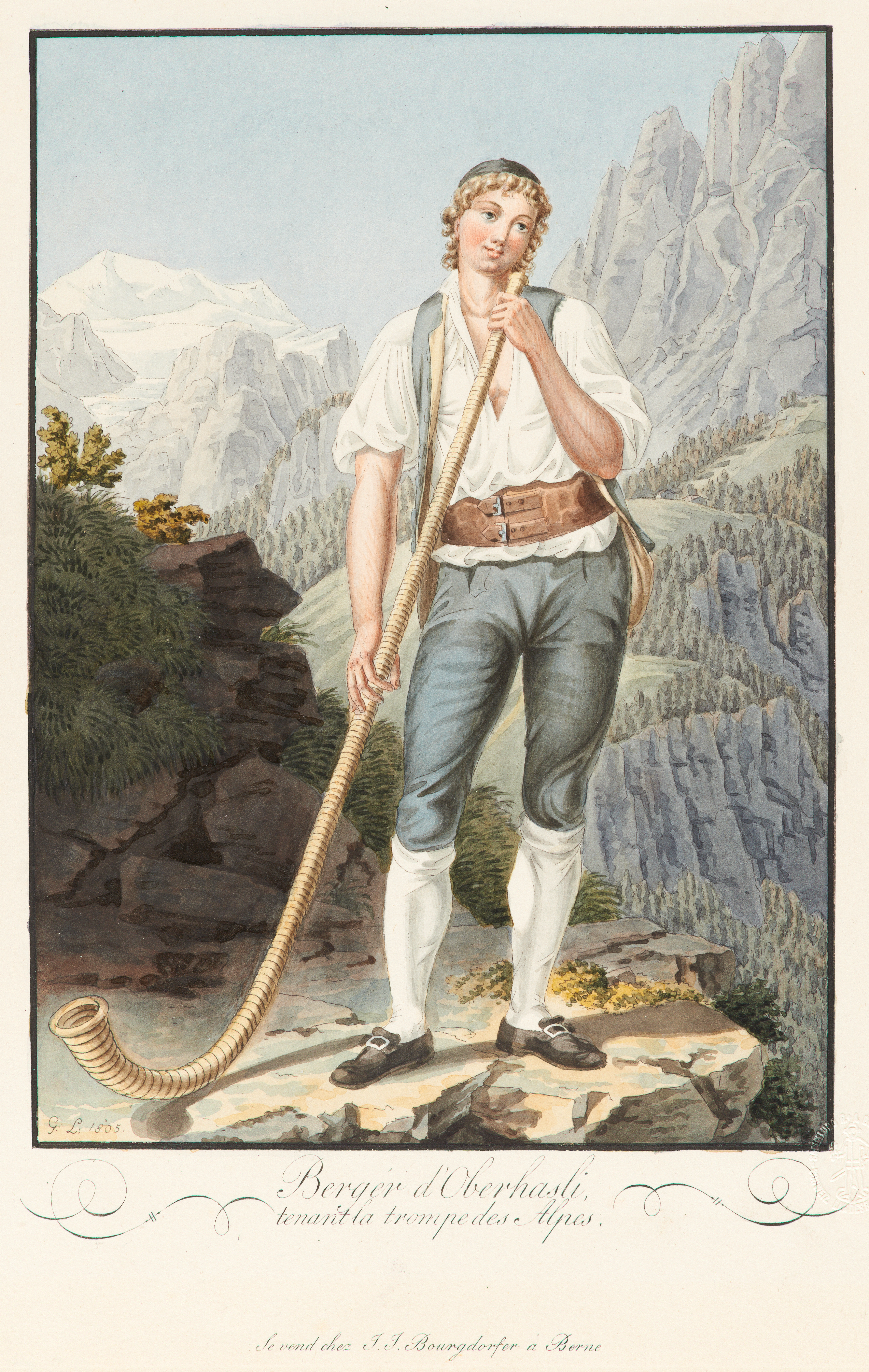
Крестьянин Оберланда. Раскрашенный офорт
Крестьянка средних земель. Раскрашенный офорт
Крестьянка в праздничной одежде. Раскрашенный офорт
Вид Берна. Цветная литография
Берн, вид с запада. Раскрашенная акватинта
Девушка у колыбели. Раскрашенный офорт